# Avengers: The Children’s Crusade
Avengers: The Children’s Crusade — ограниченная серия комиксов, которую в 2010—2012 годах издавала компания Marvel Comics.

## Синопсис
Виккан обращается к Алой Ведьме, чтобы она помогла ему научиться контролировать свои силы.

### Выпуски
| № | Дата выхода     | Оценка на Comic Book Roundup   | Предполагаемый объём продаж (первый месяц) |
| - | --------------- | ------------------------------ | ------------------------------------------ |
| 1 | 8 июля 2010     | 7,1 из 10 на основе 8 рецензий | 41 808, позиция в Северной Америке — 34    |
| 2 | 1 сентября 2010 | 8,9 из 10 на основе 7 рецензий | 35 497, позиция в Северной Америке — 50    |
| 3 | 10 ноября 2010  | 8,6 из 10 на основе 5 рецензий | 35 410, позиция в Северной Америке — 40    |
| 4 | 5 января 2011   | 8,6 из 10 на основе 5 рецензий | 31 977, позиция в Северной Америке — 38    |
| 5 | 6 апреля 2011   | 8,3 из 10 на основе 3 рецензий | 31 945, позиция в Северной Америке — 47    |
| 6 | 29 июня 2011    | 8,4 из 10 на основе 9 рецензий | 30 467, позиция в Северной Америке — 59    |
| 7 | 31 августа 2011 | 8,3 из 10 на основе 5 рецензий | 30 247, позиция в Северной Америке — 86    |
| 8 | 28 декабря 2011 | 8,1 из 10 на основе 6 рецензий | 29 601, позиция в Северной Америке — 65    |
| 9 | 7 марта 2012    | 8,1 из 10 на основе 7 рецензий | 29 509, позиция в Северной Америке — 68    |

### Ваншоты
| Название                                             | Дата выхода   | Оценка на Comic Book Roundup   | Предполагаемый объём продаж (первый месяц) |
| ---------------------------------------------------- | ------------- | ------------------------------ | ------------------------------------------ |
| Avengers: The Children’s Crusade — Young Avengers #1 | 16 марта 2011 | 6,3 из 10 на основе 3 рецензий | 27 738, позиция в Северной Америке — 65    |

### Сборники
| Название                                                              | Тип              | Дата выхода   | Собранный материал                                                                                              | Кол-во страниц | ISBN                       | Предполагаемый объём продаж (первый месяц) |
| --------------------------------------------------------------------- | ---------------- | ------------- | --- | -------------- | -------------------------- | ------------------------------------------ |
| Avengers: The Children’s Crusade                                      | Твёрдый переплёт | 14 марта 2012 | Avengers: The Children’s Crusade #1-9, Avengers: The Children’s Crusade — Young Avengers #1, Uncanny X-Men #526 | 248            | 978-0785136385, 078513638X | 2 506, позиция в Северной Америке — 20     |
| Young Avengers by Allan Heinberg & Jim Cheung: The Children’s Crusade | Мягкая обложка   | 31 мая 2017   | Avengers: The Children’s Crusade #1-9, Avengers: The Children’s Crusade — Young Avengers #1, Uncanny X-Men #526 | 248            | 978-1302908751, 1302908758 | 691, позиция в Северной Америке — 171      |

## Реакция

### Отзывы критиков
На сайте Comic Book Roundup серия имеет оценку 8,3 из 10 на основе 54 рецензий. Джесс Шедин из IGN дал первому выпуску 8,5 балла из 10 и не смог сказать, что сценарий был «абсолютно безупречен». Грег Макэлхаттон из Comic Book Resources, обозревая дебют, в целом был доволен комиксом, отметив лишь небольшую проблему. Келвин Грин из Comics Bulletin вручил первому выпуску 3 пули с половиной из 5 и похвалил сценарий.

### Награды
| Год  | Награда            | Категория              | Результат | Пр.    |
| ---- | ------------------ | ---------------------- | --------- | ------ |
| 2011 | GLAAD Media Awards | Outstanding Comic Book | Номинация | [ 38 ] |
| 2012 | GLAAD Media Awards | Outstanding Comic Book | Номинация | [ 39 ] |